# Charles Berlitz
Charles Frambach Berlitz (Nova Iorque, Estados Unidos, 20 de novembro de 1914 — Tamarac, Flórida, 18 de dezembro de 2003) foi um escritor, linguista, poliglota, arqueólogo e mergulhador estadunidense, autor de As Línguas do Mundo e O Triângulo das Bermudas, dentre outros.

## Vida
Neto de Maximilian Delphinus Berlitz, o fundador das Escolas de Idiomas Berlitz, Charles foi educado em quatro idiomas e chegou a dominar cerca de trinta e duas línguas diferentes, sendo considerado à época, pela People's Almanac, um dos quinze maiores linguistas do mundo. Escreveu livros que se tornaram best-sellers, chegando a receber o prêmio Dag Hammarskjöld na categoria de escritor de não-ficção em 1976. Era um dos membros da Mensa International, uma sociedade formada por pessoas com um alto QI.
Charles dedicou-se não somente ao estudo das línguas, mas igualmente à pesquisa de fenômenos ainda inexplicados que ocorrem numa área oceânica denominada Triângulo das Bermudas, envolvendo o desaparecimento de navios e tripulações. Foi somente depois da publicação d'O triângulo das Bermudas que o assunto repercutiu na imprensa e os eventos ocorridos naquela região se tornaram conhecidos de uma forma mais abrangente pelo grande público.
Graduou-se magna cum laude na Universidade de Yale, iniciando a sua vida profissional na escola de línguas da família, tornando-se um de seus administradores, publicou diversos livros sobre conversação em diversas línguas para turistas, dicionários de bolso, dentre outros, além de ter atuado no desenvolvimento de cursos de línguas em fitas cassete. Casou-se com Valerie Seary em 1950. Charles também atuou durante treze anos junto ao Serviço de Inteligência do Exército dos Estados Unidos, servindo ao seu país na Segunda Guerra Mundial, Coreia e Vietnam. Aposentou-se da escola de línguas em 1967, após vendê-la para os editores da Crowell, Collier & Macmillan.
Charles Berlitz faleceu aos noventa anos de idade no Hospital Universitário de Tamarac, Flórida.

## Obras
Em português
- As Línguas do Mundo
- Incidente em Roswell
- O Triângulo das Bermudas
- O Mistério da Atlântida
- Atlântida, o oitavo continente
- A Arca Perdida de Noé
- O Livro dos Fenômenos Estranhos
- O Estranho e o Extraordinário
- Sem Deixar Vestígios (Without a Trace)
- PASSO-A-PASSO: ALEMÃO
- PASSO-A-PASSO: ESPANHOL
- PASSO-A-PASSO: FRANCÊS
- PASSO-A-PASSO: INGLÊS
- PASSO-A-PASSO: ITALIANO (a coleção Passo-a-passo é da MARTINS FONTES Editora)

Em inglês
- Native tongues
- Charles Berlitz's World of the Odd and the Awesome
- Mysteries from forgotten worlds
- Dragon's Triangle
- The Mystery Of Atlantis
- Around the world in 80 words
- The Bermuda Triangle (1974)
- Without a Trace (1977)
- The Philadelphia Experiment: Project Invisibility (com William Moore, 1979)
- The Roswell Incident (com William Moore, 1980)
- Doomsday 1999 A.D. (1981)
- Atlantis: the lost continent revealed (1984)
- Atlantis: the eighth continent (1984)
- The Lost Ship of Noah: In Search of the Ark at Ararat (1987)
- The Dragon's Triangle (1989)
- Charles Berlitz's World of Strange Phenomena (1995)